# Муравьёв, Владимир Юрьевич
Влади́мир Ю́рьевич Муравьёв (8 декабря 1947, Казань — 16 марта 2019, Казань) — советский врач, хирург, доктор медицинских наук (1997), профессор (1999), Заслуженный врач Татарской АССР (1991), Заслуженный врач Российской Федерации (1998).

## Биография
Родился 8 декабря 1947 года в городе Казань, Татарская АССР, РСФСР. Мать — С. В. Писарева.
В 1966 году поступил в Казанский государственный медицинский институт на лечебный факультет, который окончил в 1972 году. Получив диплом, работал хирургом в торакальном отделении Республиканского онкологического диспансера, с 1978 года одновременно — в Казанском государственном институте для усовершенствования врачей (ГИДУВ).
В 1976 году Владимир Муравьёв создал эндоскопическое отделение, а в 1979 году эндоскопический центр Министерства здравоохранения Татарской АССР на базе онкологического диспансера. При непосредственном его участии было подготовлено значительное число высококвалифицированных кадров, он являлся одним из первых специалистов, при активной работе которых эндоскопия стала развиваться как специальность.
Написал научные труды по комбинированной эндоскопической лазерной деструкции новообразований органов дыхания и желудочно-кишечного тракта. Муравёв впервые применил новую лазерную систему «Медула», позволившая лечить больных амбулаторно, без оперативного вмешательства.
В 2013 году стал чемпион Российской Федерации по эндоскопии. Обладатель Хрустального эндоскопа. Награждён медалями.
Активно занимался спортом, был баскетболистом, стал победителем российских соревнований. Также Муравьёв стоял у истоков бардовской песни в Татарстане. За достижения в области исполнительского искусства удостоен Премии комсомола Татарии имени М. Джалиля (1984)
Более 40 лет Муравьёв занимался диагностической и оперативной эндоскопией пищеварительного тракта. За эти годы произвёл более 170 тысяч эндоскопических исследований и манипуляций.
За вклад в развитие медицинской науки Владимир Муравьёв был удостоен почётных званий «Заслуженный врач Татарской АССР» (1991), Заслуженный врач Российской Федерации (1998).
Умер 16 марта 2019 года в Казани.

## Награды и звания
- Заслуженный врач Российской Федерации
- Заслуженный врач Татарской АССР
- Медаль Ордена «За заслуги перед Республикой Татарстан»